# آيت ايمور (آيت إيمور)
آيت ايمور هي إحدى مشيخات المملكة المغربية، تتبع جغرافيا لعمالة مراكش وإداريًا لآيت إيمور. يقدر عدد سكانها بـ 22031 نسمة حسب الإحصاء الرسمي للسكان والسكنى لسنة 2004.